# Descendents
Descendents (también conocidos como The Descendents) es una banda de punk rock procedente de Hermosa Beach, California, un suburbio de Los Ángeles, Estados Unidos. Fue formada en 1977 por Frank Navetta, Tony Lombardo y Bill Stevenson, a los que se unió Milo Aukerman dos años más tarde. Pese a llevar más de 30 años de carrera musical, la banda sólo ha lanzado 7 álbumes de estudio a causa de las constantes idas y venidas de sus miembros con cuatro rupturas incluidas como grupo.

## Historia

### Orígenes
Descendents nació en 1978 bajo su propio credo de pesca, chicas y velocidad. La banda comenzó como trío con Frank Navetta en la guitarra, Tony Lombardo en el bajo y Bill Stevenson en la batería, quienes lanzan su primer trabajo, un 7" titulado Ride The Wild. Para su siguiente material la banda consiguió a Milo Aukerman en 1980, que pasó a ser vocalista de Descendents, además de ser el icono de la banda y de las portadas de sus discos, el mítico dibujo de Milo fue hecho por Jeff “Rat” Atkins . Lanzaron ya con Milo su EP Fat en 1981, con un punk rock de letras totalmente orientadas a temas adolescentes tales como chicas, comida, los padres y relaciones sexuales.
En 1982 la banda lanzó Milo Goes to College mediante New Alliance Records y relanzado en 1987 por SST Records. El álbum conteníaelementos más característicos del punk rock, hardcore melódico o punk pop del momento como melodías pegadizas y 15 canciones que no llevan más de 30 minutos. Fue el álbum más importante y el que consagró a la banda. Los Angeles Times llegaron a escribir sobre el disco que era "perfecto para el chico que siempre fue el perdedor que nunca conseguía a la chica".

### Primera ruptura y reunión
Poco después de lanzar Milo Goes to College, en ese mismo año Milo dejó la banda para volver a la universidad para estudiar bioquímica, lo que provocó que la banda sufriese su primera ruptura. Stevenson ingresó en Black Flag y la banda no volvió a reunirse hasta 1985, para lanzar I Don't Want to Grow Up. Para entonces la formación original de la banda había cambiado ya que Navetta abandonó Descendents y fue reemplazado por Ray Cooper, que venía de tocar con la banda de punk rock SWA y que había sido el sustituto de Milo en las voces, que volvió a retomarlas. Lombardo también se marchó siendo sustituido por Doug Carrion, exbajista de ANTI.
En 1986 salió al mercado Enjoy!, disco que contenía un cover de los Beach Boys, "Wendy". Tras la gira promocional del nuevo álbum, la banda volvió a sufrir cambios. Ray Cooper y Doug Carrion dejaron la banda para emprender otros proyectos no musicales, aunque más tarde Carrion volvió a la escena punk con Dag Nasty. Stevenson logró reclutar a Stephen Egerton y Karl Álvarez, ambos procedentes de la banda de Utah Massacre Guys. Con esta nueva formación la banda lanzó ALL en 1987, el primero de la banda con SST Records, y que a pesar de canciones como "Van", "ALL-O-Gistics" o la autotitulada "All", de un segundo de duración, la banda lograba alcanzar cierta madurez con tres de sus temas más conocidos: "Cameage" "Coolidge" y "Clean Sheets".

### Nuevas rupturas
Tras las giras "ALL" y "FinALL" de 1987, Milo volvió a abandonar Descendents. Los miembros restantes Stephen Egerton, Karl Álvarez y Bill Stevenson decidieron fundar una banda, llamada All, junto a Dave Smalley (exvocalista de Dag Nasty, además de vocalista de Down By Law). All permaneció unida pese a que en 1995 los Descendents se reunieron como tal y lanzaron 7 álbumes durante el período que Descendents estuvo desintegrada. Por su parte, durante el paréntesis de Descendents fue lanzado en 1991 el disco Somery, el primer recopilatorio de Descendents con sus mejores canciones.
En 1996 la banda vuelve a los estudios y lanza Everything Sucks, su primer álbum con la gigante del punk Epitaph. En este nuevo álbum la banda contó con colaboraciones especiales como sus excompañeros Navetta y Lombardo que aparecen en "Dog House" y "Eunuch Boy". Tras la gira, Milo (ya licenciado en bioquímica) volvió a cambiar los escenarios por el laboratorio, mientras que All, el proyecto paralelo de los demás miembros, aprovechó el nuevo parón para lanzar cuatro álbumes más desde 1997 hasta 2001.

### Actividad reciente
Tres años más tarde, en 2004, regresan los Descendents con un EP titulado 'Merican, al que le sigue inmediatamente el álbum Cool to Be You. Ambos trabajos fueron lanzados mediante la otra gigante del punk, Fat Wreck Chords.
Actualmente, el futuro de la banda sigue siendo incierto. Milo vive en Newark, Delaware donde alterna la música con su trabajo como bioquímico. Stevenson y Álvarez residen en Fort Collins, Colorado, mientras que Egerton vive en Tulsa, Oklahoma. Algunos de ellos colaboran en otras bandas paralelas como Stevenson con una banda creada por él llamada Only Crime y Álvarez, por su parte, toca con The Last y los Lemonheads de Evan Dando. Recientemente Descendents colaboraron con Vans para el diseño de unas zapatillas basadas en la banda.
En octubre de 2008, el guitarrista original de la banda, Frank Navetta, murió a causa de una enfermedad
La banda a decidió reunirse a finales del 2010 para ofrecer 3 shows en Australia.

## Discografía

### Álbumes de estudio
- Milo Goes to College (1982)
- I Don't Want to Grow Up (1985)
- Enjoy! (1986)
- All (1987)
- Everything Sucks (1996)
- Cool to Be You (2004)
- Hypercaffium Spazzinate (2016)
- 9th & Walnut (2021)

### EP
- Fat EP (1981)
- Sessions (1997)
- 'Merican (2004)

### Sencillos
- "Ride the Wild" / "It's a Hectic World" (1979)
- "I'm the One" (1997)
- "When I Get Old" (1997)

## Miembros

### Miembros actuales
- Milo Aukerman: Vocalista (1981–actualidad)
- Stephen Egerton: Guitarra (1987–actualidad)
- Karl Álvarez: Bajo (1987–actualidad)
- Bill Stevenson: Batería (1979–actualidad)

### Miembros anteriores
- Frank Navetta: Guitarrista (1979–1984, volvió un tiempo en 1996)
- Tony Lombardo: Bajo (1979–1985, volvió un tiempo en 1996)
- Ray Cooper: Vocalista, guitarra (1985–1987)
- Doug Carrion: Bajo (1985–1987)